# 1977 na música

## Eventos
Em 16 de agosto Elvis Presley morreu em sua casa, vítima de arritmia cardíaca.
- 1977 é conhecido como o "ano do punk". Foi quando houve a explosão de artistas seguindo a música, o estilo de vida, e prática do Faça Você Mesmo. Grande parte de todo esse movimento foi devido ao club CBGB, lugar que tornou-se conhecido como o berço do punk 77 e está marcado na história de bandas e pessoas como Television, Richard Hell, Johnny Thunders & The Heartbrakes, The Ramones, The Bee Gees, Blondie, Elvis Costello, The Dead Boys, The Misfits e todos personagens importantes para a música dos anos 70 (e 80) nos Estados Unidos. Foi palco de muitas histórias envolvendo não só bandas americanas, mas também britânicas, como o Sex Pistols, e no futuro até brasileiras, como Supla e Ratos de porão.
- 3 de Março - Grupo ABBA faz Show Histórico na Austrália e lança ABBA - The Album.
- Carnaval - O GRES Beija-Flor de Nilópolis conquista o bicampeonato do carnaval carioca, tendo como vice-campeã a Portela.
- Carnaval - Enéias Freire cria o bloco Galo da Madrugada, em Recife.
- O grupo A Cor do Som é criado.
- Os Sex Pistols lançam seu primeiro e único álbum, Never Mind the Bollocks, Here's the Sex Pistols.
- David Bowie lança seu sucesso "Heroes".
- Shirley Carvalhaes Lança seu Primeiro Disco, ACIMA DAS ESTRELAS
- É criada em Porto Rico a banda Menudos
- Renato Russo escreve e grava sua primeira música pelo Aborto Elétrico, 1977
- The Bee Gees lança o álbum Saturday Night Fever com 48 milhões de cópias vendidas.
- O AC/DC lança o Let There Be Rock
- 4 de fevereiro - O Fleetwood Mac lança o álbum Rumours, vendendo mais de 40 milhões de cópias.
- 28 de outubro - O Queen lança o News Of The World que contém We Will Rock You e We Are The Champions
- O Kiss lança o álbum Love Gun
- O Pink Floyd lança o disco Animals
- O Rush lança o disco A Farewell to Kings

## Nascimentos
| Data            | Nome                     | Profissão                                  | Nacionalidade  | Observações | Ref   |
| --------------- | ------------------------ | ------------------------------------------ | -------------- | ----------- | ----- |
| 2 de Fevereiro  | Shakira                  | cantora                                    | Colômbia       |             |       |
| 3 de Fevereiro  | Daddy Yankee             | cantor                                     | Porto Rico     |             |       |
| 4 de Fevereiro  | Gavin DeGraw             | cantor                                     | Estados Unidos |             |       |
| 11 de Fevereiro | Mike Shinoda             | músico e guitarrista                       | Estados Unidos |             |       |
| 21 de Março     | Beto Lee                 | guitarrista                                | Brasil         |             |       |
| 31 de Março     | Toshiya                  | baixista                                   | Japão          |             | [ 1 ] |
| 2 de Abril      | Sascha Gerstner          | guitarrista                                | Alemanha       |             |       |
| 9 de Abril      | Gerard Way               | cantor                                     | Estados Unidos |             |       |
| 23 de abril     | John Cena                | rapper, ator e wrestler profissional       | Estados Unidos |             |       |
| 8 de junho      | Kanye West               | rapper e produtor                          | Estados Unidos |             |       |
| 23 de Junho     | Jason Mraz               | cantor e compositor                        | Estados Unidos |             |       |
| 27 de junho     | Antonio Carlos de Niggro | ator e rapper                              | Brasil         |             |       |
| 4 de Agosto     | Bianca Jhordão           | cantora, guitarrista e apresentadora de TV | Brasil         |             |       |
| 3 de Setembro   | Mike Biaggio             | ator e cantor                              | México         |             |       |
| 9 de setembro   | Maria Rita               | cantora                                    | Brasil         |             |       |
| 20 de setembro  | Namie Amuro              | cantora e dançarina                        | Japão          |             |       |
| 17 de Agosto    | Tarja Turunen            | cantora                                    | Finlândia      |             |       |
| 7 de Outubro    | Pitty                    | cantora                                    | Brasil         |             |       |
| 16 de Outubro   | John Mayer               | cantor                                     | Estados Unidos |             |       |
| 29 de Outubro   | Little Sweet             | cantora, compositora, modelo e atriz       | Estados Unidos |             |       |
| 30 de Novembro  | Steve Aoki               | DJ                                         | Estados Unidos |             | [ 2 ] |
| 18 de Dezembro  | Axwell                   | DJ, membro Swedish House Mafia             | Suécia         |             |       |

## Mortes
| Data           | Nome            | Profissão                    | Nacionalidade  | Observações | Ref |
| -------------- | --------------- | ---------------------------- | -------------- | ----------- | --- |
| 22 de janeiro  | Maysa Matarazzo | atriz, cantora e compositora | Brasil         | n. 1936     |     |
| 16 de agosto   | Elvis Presley   | cantor, músico e ator        | Estados Unidos | 1935        |     |
| 16 de setembro | Maria Callas    | cantora lírica               | Estados Unidos | n. 1923     |     |
| 16 de setembro | Marc Bolan      | cantor, guitarrista          | Reino Unido    | n. 1947     |     |
| 14 de outubro  | Bing Crosby     | cantor e ator                | Estados Unidos | n. 1903     |     |
| 20 de outubro  | Ronnie Van Zant | cantor e compositor          | Estados Unidos | n. 1948     |     |